# Campionati europei di atletica leggera 1934 - Staffetta 4×100 metri
La staffetta 4×100 metri maschile ai campionati europei di atletica leggera 1934 si svolse il 9 settembre 1934.

## Risultati
| Pos.    | Nazione     | Atleti                                                            | Tempo | Note                  |
| ------- | ----------- | ----------------------------------------------------------------- | ----- | --------------------- |
| Oro     | Germania    | Egon Schein, Erwin Gillmeister, Gerd Hornberger, Erich Borchmeyer | 41"0  | Record dei campionati |
| Argento | Ungheria    | László Forgács, József Kovács, József Sir, Gyula Gyenes           | 41"4  |                       |
| Bronzo  | Paesi Bassi | Tinus Osendarp, Tjeerd Boersma, Bob Janssen, Chris Berger         | 41"6  |                       |
| 4       | Italia      | Ulderico Di Blas, Elio Ragni, Dino Larocchi, Edgardo Toetti       | 42"0  |                       |